# Mariana Briski
Mariana Marcela Briski (Córdoba, 14 de septiembre de 1965 - Buenos Aires, 14 de agosto de 2014) fue una actriz, comediante, guionista, productora de televisión y directora de escena argentina.

## Biografía
Hija de Mario Briski de origen judío y sobrina del actor, director y dramaturgo Norman Briski.
Era nieta de Felipe Briski, también actor, y sobrina nieta de Berta Singerman (1901-1998) y Paulina Singerman (1911-1984).
Tenía un hermano mayor y uno menor.
En algunos sitios web se puede ver su apellido escrito erróneamente con "y griega": Mariana Brisky.

## Carrera
Mientras estudiaba en un colegio secundario, en su Córdoba natal, debutó como actriz en Pino verde, una obra del poeta José Pedroni (1899-1968) presentada en un festival intercolegial.
Apenas terminó la secundaria, Briski se mudó a Buenos Aires a estudiar en la Escuela Municipal de Arte Dramático.

Por suerte, en mi familia lo artístico nunca fue visto como una rareza, sino que siempre estuvo presente como algo natural. No solo por aquellos que ejercen esta profesión ―como el tío Norman― sino a través del lenguaje familiar, ese de los juegos y los cuentos que me leían de chiquita.
Mariana Briski

Su primer trabajo fue como niñera.
Trabajó en café concerts y en algunas piezas teatrales. Con la actriz Sandra Monteagudo formó el grupo under Las Barbies.
Saltó a la fama con dos programas televisivos de humor absurdo que muy pronto se volvieron legendarios: De la cabeza, luego Chachachá.
Para De la cabeza y Chachachá, Mariana Briski creó varios personajes:
- conductora de un hipotético Canal de la Mujer;
- empleada de limpieza;
- Juana, la chica que llama al Ratón Juan Carlos desde su caja;
- Marcela Lacomme, notera de Sol de Noche;
- mucama en Un amor o varios;
- mujer de Lucho Cubrepileta (primera temporada);
- promotora de Gazulo Pregunta;
- Soledad (exesposa de Roberto en Me quedé ciego).

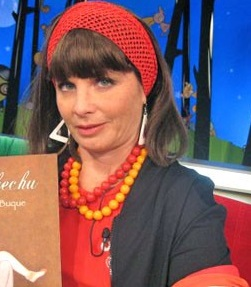
Mariana Briski representa a uno de sus personajes: la Chechu Arriaga.

Después de Chachachá estuvo en Magazine for fai, de Mex Urtizberea, como directora de actores.
Debutó como la doctora Marisol Columpio en Resumiendo, un programa de los hermanos Korol en Canal 7.
Obtuvo un rol protagónico en la obra de teatro Diez minutos para enamorarse, dirigida por Alberto Ure.
Se incorporó al elenco del exitoso programa VideoMatch, de Marcelo Tinelli en 1994 primero con un sketch con su compañera Sandra Monteagudo de dos raperos llamados Sandra y Esteban, la dupla siguió con éxito creando personajes, como la de dos niñas de colegio avispadas y extrovertidas llamadas "Luna y Matilde" además de "Las Modelos" Vicky Daniela. Otro éxito fue el sketch "Las feministas" donde se burlaban de manera cómica del género masculino. Dejó el programa por el embarazo de su primer y único hijo a finales de 1999.
También participó en Primicias en el 2000.
En el 2001 en Poné a Francella, entre otros papeles, hacía esposa de Arturo (Francella) y de la madre de Laurita amiga de la Nena, el amor imposible de Arturo.
En 2001 trabajó en el programa Maru a la tarde ―conducido por Maru Botana (1970-) y Mariano Peluffo (1971-)―, por el canal Telefe, de dos horas de duración en vivo, que combinaba cocina con juegos, invitados y humor. Mariana Briski se encargaba del humor, interpretando su personaje Teresita Lankaster.
Reemplazó a Maju Lozano en el programa RSM (en el canal América 2), con Mariana Fabbiani (1975-), donde hacía de hermano de la conductora ―mientras que el actor Humberto Tortonese (1964-) hacía de su madre―.
Participó en el programa de radio Day tripper (en la Rock & Pop), con Juan Di Natale.
Dirigió cursos de teatro para actores.
Mariana Briski presentó dos unipersonales de humor, en estilo café concert: La del medio y La del medio (combo 2), con dirección y colaboración autoral de Diego Leske. La producción fue de Hache Nas Producciones, una sociedad que formó con su hermana Roxana Briski (quien ya venía trabajando con ella como productora en Videomatch y en el programa de Maru Botana.
Algunos de sus personajes más conocidos son:
- Norman, el flogger.
- Deby, una adolescente judía que se siente discriminada, pero en verdad es ella la que se discrimina. «Como yo soy judía, esa adolescente soy yo; sobre todo en el hecho de vivir la sensación de no pertenecer a ningún lugar»;
- Teresita, una mujer de clase alta en decadencia que tiene una relación con un piquetero;
- Marisol, una orientadora (no psicopedagoga), «una profesional trucha, producto del medio televisivo; esos personajes mediáticos que aparecen en los talk show o en el programa de Rial»;
- Mirna, una vecina que se queja de los ruidos del bar;
- Alma, una chica que no se encuentra a sí misma y que recurre a todas las terapias alternativas;
- Chechu, una funcionaria que está al frente de una campaña de erotización federal, y
- Miguelito, un hijo de padres separados.[2]

Participó en la telenovela Resistiré, y en Guinzburg & Kids.
Reemplazó a Florencia Peña (1974-) en El show de la tarde cuando tuvo a su bebé.
Dirigió un unipersonal de la actriz Débora Gaspel.
Fue productora del programa infantil Pakapaka en el canal de cable Encuentro.
Presentaba a su personaje «Mirna, la contreras» en el programa Radio portátil de Elizabeth La Negra Vernaci (1961-), en la radio Rock and Pop, en donde peleaba a la conductora todo el tiempo y la contradecía en todo, en una supuesta llamada telefónica de una oyente que sale al aire.
Dirigió un taller de comicidad en el teatro Garganzúa (en Jorge Newbery y avenida Córdoba), el cual consiste en dos subtalleres: uno de práctica escénica ―que se basa en el armado de un número para presentar en una estructura de café concert― y el otro es de entrenamiento.
En 1997 fue nominada a los premios ACE por la obra Pizza man, y en 2004 fue nominada a los premios Martín Fierro 2004 como «mejor actriz de reparto en comedia».
En 2006 estuvo en Chiquititas 2006 interpretando a Teresita.

## Vida personal
Desde 1988 estuvo en pareja con el veterinario Hernán Ventura.
Tuvieron un hijo llamado Pedro, nacido en el 2000.
Vivió en Palermo Viejo (en el límite con Villa Crespo), en una centenaria construcción tipo chorizo: puerta y rejas de hierro, enredadera de jazmín desmelenada hacia la calle y paredes amarillas. «Hace menos de un año que la compramos; vivíamos en una casa más chica pero en este estilo. No podría en un departamento; necesito verde y lugar para los animales».

## Fallecimiento
En octubre de 2004, por una mamografía de rutina, se le detectó un cáncer de mama.
Tenía antecedentes de cáncer de mama en su familia: su abuela la padeció pero se curó y falleció muchos años después, de muerte natural.
Mariana Briski tuvo que sobrellevar dos cirugías, quimioterapia y radioterapia.

―¿Cómo le contaste a tu hijo que estabas enferma?
―Le dije la verdad. Me parece que cuando uno sabe lo que sucede puede transitar el dolor de una mejor manera. A Pedro lo senté y con palabras para un nene de su edad le conté que tenía algo en la teta y que me lo tenían que sacar. Él enseguida me preguntó si a él le iba a pasar lo mismo. Le dije que no y también le expliqué lo del pelo. Por suerte justo había en casa un muñequito al que se le podía sacar y poner el pelo y eso ayudó.
―¿Pediste ayuda a profesionales para hablar con él?
―Claro, tuve profesionales que me ayudaron en todos los rubros de mi vida: para la pareja, para la familia, para todo. Creo que Pedro lo tomó bastante bien. Es más, él va a un taller de arte y hace poco me regaló una escultura que era yo, con sombrero y todo. Me dijo: «Para que no te olvides de que usás sombrero». (Mariana se muestra visiblemente emocionada por primera vez).
Entrevista a Mariana Briski

A principios de agosto de 2014, Briski fue internada en el instituto Alexander Fleming en el barrio de Colegiales/Belgrano. Su cuadro se agravó y el jueves 14 de agosto de 2014 a las 15:30 falleció a los 48 años.
Sus restos fueron inhumados en el Jardín de Paz en Pilar el 15 de agosto.

## Obras

### Cine[20]
- 1985: Los días de junio
- 1997: Comodines, como Silvia
- 1997: ¿Sabés nadar?, como Lila
- 2003: El favor, de Pablo Sofovich, como Faustina
- 2004: No sos vos, soy yo, de Juan Taratuto, como Laura
- 2005: El viento, como Gaby
- 2005: Ella o yo (cortometraje).
- 2008: Motivos para no enamorarse.
- 2010: Salsipuedes
- 2011: El dedo, como Franca

### Teatro[21]
- 1989: Elecciones generales, dirigida por su tío Norman Briski.[2][22]
- 2001-2002: La bicha, de Gabriela Bonomo (directora).[23]
- 2002-2004: La del medio (guionista, actriz).[24]
- 2003: La reinas de la noche (actriz).[25]
- 2003-2004: Rodolfo Alfredo, el aviador, de Willy Lemos (directora).[26]
- 2004-2006: Caso Casandra (directora y diseñadora de luces).[27]
- 2006: Su obra - Chiquititas.[28]
- 2008: Mortadela (actriz).[29]
- 2010: Una historia para no dormir, de Martín Joab (directora).[30]

### Televisión
- 1992-1993: De la cabeza, América.
- 1993: Chachachá, América.
- 1994-2000: Videomatch, Telefe.
- 2000: Chabonas, América.
- 2000: Primicias, El Trece.
- 2001: Poné a Francella, Telefe.
- 2002: Maru a la tarde, Telefe.[5]
- 2003: Resistiré, Telefe.
- 2003: El show de la tarde, Telefe.[2]
- 2003-2004: Guinzburg & Kids, Telefe.[2]
- 2004: Los secretos de papá (telecomedia), con Dady Brieva y Romina Gaetani, El Trece.
- 2006: Chiquititas 2006, Telefe.
- 2009: RSM (El Resumen de los Medios), en el canal América 2, con Mariana Fabbiani.[12]
- 2009: Resumiendo.
- 2013: Temprano es Tarde.